# UCI America Tour 2009
Navigation
Édition précédente Édition suivante
L'UCI America Tour 2009 est la cinquième édition de l'UCI America Tour, l'un des cinq circuits continentaux de cyclisme de l'Union cycliste internationale. Il est composé de 35 compétitions, organisées du 5 octobre 2008 au 12 septembre 2009 en Amérique.
La victoire revient au Colombien Gregorio Ladino, vainqueur notamment du Tour du Chiapas et de la course en ligne du championnat Panaméricain. Il succède au palmarès au Vénézuélien Manuel Medina. Le classement par équipes est remporté pour la deuxième fois par Serramenti PVC Diquigiovanni (Venezuela) et les deux classements par pays sont gagnés par la Colombie.

## Calendrier des épreuves

### Octobre 2008
| Date | Course                        | Pays      | Classe | Vainqueur         | Équipe                                          |
| ---- | ----------------------------- | --------- | ------ | ----------------- | ----------------------------------------------- |
| 5-15 | Clásico Ciclístico Banfoandes | Venezuela | 2.2    | José Serpa        | Serramenti PVC Diquigiovanni-Androni Giocattoli |
| 6-12 | Tour de Chihuahua             | Mexique   | 2.2    | Francisco Mancebo | Fercase-Rota dos Móveis                         |
| 20-1 | Tour du Guatemala             | Guatemala | 2.2    | Manuel Medina     | Café Quetzal Sello Verde                        |

### Novembre 2008
| Date  | Course             | Pays     | Classe | Vainqueur        | Équipe                                          |
| ----- | ------------------ | -------- | ------ | ---------------- | ----------------------------------------------- |
| 2-9   | Tour de Bolivie    | Bolivie  | 2.2    | Fernando Camargo | Boyaca Colombia                                 |
| 22-30 | Tour de l'Équateur | Équateur | 2.2    | Byron Guamá      | EMAAP                                           |
| 25-30 | Tour du Chiapas    | Mexique  | 2.2    | Gregorio Ladino  | Tecos de la Universidad Autónoma de Guadalajara |

### Décembre 2008
| Date  | Course             | Pays       | Classe | Vainqueur      | Équipe        |
| ----- | ------------------ | ---------- | ------ | -------------- | ------------- |
| 14-28 | Tour du Costa Rica | Costa Rica | 2.2    | Gregory Brenes | BCR-Pizza Hut |

### Janvier
| Date  | Course                | Pays      | Classe | Vainqueur       | Équipe                       |
| ----- | --------------------- | --------- | ------ | --------------- | ---------------------------- |
| 6-17  | Tour du Táchira       | Venezuela | 2.2    | Ronald Gonzalez | Lotería del Táchira          |
| 16-17 | Giro del Sol San Juan | Argentine | 2.2    | Emanuel Saldaño | Forjar Salud/UOM             |
| 19-25 | Tour de San Luis      | Argentine | 2.1    | Alfredo Lucero  | Équipe nationale d'Argentine |

### Février
| Date  | Course                             | Pays                   | Classe | Vainqueur               | Équipe                   |
| ----- | ---------------------------------- | ---------------------- | ------ | ----------------------- | ------------------------ |
| 10-22 | Tour de Cuba                       | Cuba                   | 2.2    | Arnold Alcolea          | Équipe nationale de Cuba |
| 14-22 | Tour de Californie                 | États-Unis             | 2.HC   | Levi Leipheimer         | Astana                   |
| 22-1  | Vuelta a la Independencia Nacional | République dominicaine | 2.2    | Luis Fernando Sepúlveda | Aro & Pedal-Inteja       |
| 24-1  | Rutas de América                   | Uruguay                | 2.2    | Hernán Cline            | C.C. Alas Rojas          |

### Mars
| Date  | Course                                     | Pays    | Classe | Vainqueur         | Équipe                                          |
| ----- | ------------------------------------------ | ------- | ------ | ----------------- | ----------------------------------------------- |
| 1-8   | Tour du Mexique                            | Mexique | 2.2    | Jackson Rodríguez | Serramenti PVC Diquigiovanni-Androni Giocattoli |
| 26-29 | Volta Ciclistica Internacional de Gravatai | Brésil  | 2.2    | Ramiro González   | Avai/Florianopolis/Senac/APGF                   |

### Avril
| Date  | Course                 | Pays    | Classe | Vainqueur       | Équipe                    |
| ----- | ---------------------- | ------- | ------ | --------------- | ------------------------- |
| 3-12  | Tour de l'Uruguay      | Uruguay | 2.2    | Scott Zwizanski | Kelly Benefit Strategies  |
| 22-26 | Tour de Santa Catarina | Brésil  | 2.2    | Douglas Bueno   | Suzano/Flying Horse/Caloi |

### Mai
| Date  | Course                         | Pays       | Classe | Vainqueur            | Équipe        |
| ----- | ------------------------------ | ---------- | ------ | -------------------- | ------------- |
| 13-17 | Doble Sucre Potosi Grand Prix  | Bolivie    | 2.2    | Ferney Bello Clavijo | Orbea America |
| 31    | U.S. Air Force Cycling Classic | États-Unis | 1.2    | Shawn Milne          | Type 1        |

### Juin
| Date | Course                                   | Pays       | Classe | Vainqueur       | Équipe                       |
| ---- | ---------------------------------------- | ---------- | ------ | --------------- | ---------------------------- |
| 3-7  | Volta do Paraná                          | Brésil     | 2.2    | Raul Cançado    | Cesc-Sundown-N Caixa-Calypso |
| 4-7  | Coupe des nations Ville Saguenay         | Canada     | 2.Ncup | Johan Le Bon    | Équipe nationale de France   |
| 7    | Commerce Bank International Championship | États-Unis | 1.HC   | André Greipel   | Columbia-High Road           |
| 7-21 | Tour de Colombie                         | Colombie   | 2.2    | José Rujano     | Gobernación del Zulia        |
| 9-14 | Tour de Beauce                           | Canada     | 2.2    | Scott Zwizanski | Kelly Benefit Strategies     |
| 24-5 | Tour du Venezuela                        | Venezuela  | 2.2    | José Rujano     | Gobernación del Zulia        |

### Juillet
| Date | Course                                        | Pays    | Classe | Vainqueur           | Équipe                       |
| ---- | --------------------------------------------- | ------- | ------ | ------------------- | ---------------------------- |
| 4-12 | Tour de Martinique                            | France  | 2.2    | Timothée Lefrançois | UC Nantes Atlantique         |
| 9    | Prova Ciclística 9 de Julho                   | Brésil  | 2.2    | Bruno Tabanez       | São Lucas Saude              |
| 23   | Championnats panaméricains - contre-la-montre | Mexique | CC     | Juan Carlos López   | Équipe nationale de Colombie |
| 24   | Championnats panaméricains - course en ligne  | Mexique | CC     | Gregorio Ladino     | Équipe nationale de Colombie |

### Août
| Date  | Course                      | Pays   | Classe | Vainqueur      | Équipe                |
| ----- | --------------------------- | ------ | ------ | -------------- | --------------------- |
| 7-9   | Volta de Campos             | Brésil | 2.2    | Breno Sidoti   | Scott-Marcondes Cesar |
| 7-16  | Tour cycliste de Guadeloupe | France | 2.2    | Nicolas Dumont | Only USL              |
| 23-30 | Tour de l'État de Sao Paulo | Brésil | 2.2    | Sérgio Ribeiro | Barbot-Siper          |

### Septembre
| Date  | Course             | Pays       | Classe | Vainqueur          | Équipe                  |
| ----- | ------------------ | ---------- | ------ | ------------------ | ----------------------- |
| 7-13  | Tour du Missouri   | États-Unis | 2.HC   | David Zabriskie    | Garmin-Slipstream       |
| 11-12 | Univest Grand Prix | États-Unis | 2.2    | Volodymyr Starchyk | Amore & Vita-McDonald's |

### Épreuves annulées
| Date         | Course                              | Pays       | Classe | Cause |
| ------------ | ----------------------------------- | ---------- | ------ | ----- |
| 28 nov-7 déc | Tour de Santa Catarina              | Brésil     | 2.2    |       |
| 18-22 mars   | Tour de la Province de Buenos Aires | Argentine  | 2.2    |       |
| 20-26 avril  | Tour de Géorgie                     | États-Unis | 2.HC   |       |
| 16 mai       | U.S. Cycling Open                   | États-Unis | 1.1    |       |
| 24 mai       | Tour de Leelanau                    | États-Unis | 1.2    |       |
| 2 juin       | Lehigh Valley Classic               | États-Unis | 1.1    |       |
| 4 juin       | Reading Classic                     | États-Unis | 1.1    |       |
| 4 juillet    | Tour de Kootenays 1                 | Canada     | 1.2    |       |
| 5 juillet    | Tour de Kootenays 2                 | Canada     | 1.2    |       |
| 19 juillet   | Clasico Ciudad de Caracas           | Venezuela  | 1.2    |       |
| 8-13 août    | Tour de New York                    | États-Unis | 2.2    |       |
| 21-23 août   | The Colorado Stage Race             | États-Unis | 2.2    |       |

## Classements finals
| #   | Coureur         | Pays       | Pts |
| 1.  | Gregorio Ladino | Colombie   | 238 |
| 2.  | José Rujano     | Venezuela  | 198 |
| 3.  | Arnold Alcolea  | Cuba       | 186 |
| 4.  | Luis Sepúlveda  | Chili      | 161 |
| 5.  | José Serpa      | Colombie   | 148 |
| 6.  | Scott Zwizanski | États-Unis | 136 |
| 7.  | Manuel Medina   | Venezuela  | 132 |
| 8.  | Thor Hushovd    | Norvège    | 127 |
| 9.  | Gregory Brenes* | Costa Rica | 123 |
| 10. | Alfredo Lucero  | Argentine  | 118 |

| #    | Équipe                             | Pays       | Pts   |
| 01.  | Serramenti PVC Diquigiovanni       | Venezuela  | 440   |
| 02.  | Tecos Trek UAG                     | Mexique    | 365   |
| 03.  | Kelly Benefit Strategies           | États-Unis | 228   |
| 04.  | Planet Energy                      | Canada     | 225   |
| 05.  | Rock Racing                        | États-Unis | 209   |
| 06.  | Cervélo TestTeam                   | Suisse     | 153   |
| 07.  | Barbot-Siper                       | Portugal   | 144   |
| 08.  | Colombia es Pasion                 | Colombie   | 142   |
| 09.  | Colavita-Sutter Home-Cooking Light | États-Unis | 140   |
| 010. | Amore & Vita-McDonald's            | États-Unis | 125,3 |

### Classements par nations
| #   | Pays       | Pts     |
| 1.  | Colombie   | 1 466,3 |
| 2.  | Venezuela  | 989,66  |
| 3.  | États-Unis | 779,2   |
| 4.  | Argentine  | 580     |
| 5.  | Brésil     | 555     |
| 6.  | Canada     | 484     |
| 7.  | Cuba       | 403     |
| 8.  | Uruguay    | 374     |
| 9.  | Mexique    | 269     |
| 10. | Costa Rica | 263,6   |

| #   | Pays (U23) | Pts    |
| 1.  | Colombie   | 522    |
| 2.  | États-Unis | 421,18 |
| 3.  | Venezuela  | 145    |
| 4.  | Costa Rica | 128,8  |
| 5.  | Canada     | 124    |
| 6.  | Uruguay    | 96     |
| 7.  | Brésil     | 83     |
| 8.  | Cuba       | 64     |
| 9.  | Équateur   | 57     |
| 10. | Mexique    | 43     |